# 東明慧日
東明慧日（とうみょう えにち、咸淳8年（1272年）- 暦応3年/興国元年10月4日（1340年10月25日））は、鎌倉時代後期から南北朝時代にかけての曹洞宗の僧。中国の宋代の明州定海県の出身の渡来僧。俗姓は沈。法諱は慧日。号は東明。

## 生涯
9歳で大同寺に出家し、17歳で受戒した。天寧寺の直翁徳挙に師事して学び、諸国を遊学の後、明堂の白雲寺に住した。延慶2年（1309年）、鎌倉幕府前執権北条貞時の請来により来日。翌延慶3年（1310年）、鎌倉禅興寺に住した。延慶4年（1311年）、円覚寺に移り、その後は山内に白雲庵を建てて隠居したが、その後も寿福寺・建長寺の住持を歴任し、円覚寺に戻った。